# MAN TGシリーズ
TGシリーズ（英: TG-Series）は、ドイツの商用車メーカー、MAN Truck & Bus（旧: MAN Nutzfahrzeuge AG）により1999年から製造・販売されるキャブオーバー型の中型及び大型トラック、セミボンネット型バンである。なお、本項ではOEM車であるフォルクスワーゲン・メテオ（英: Meteor）についても記述する。

## 該当車種

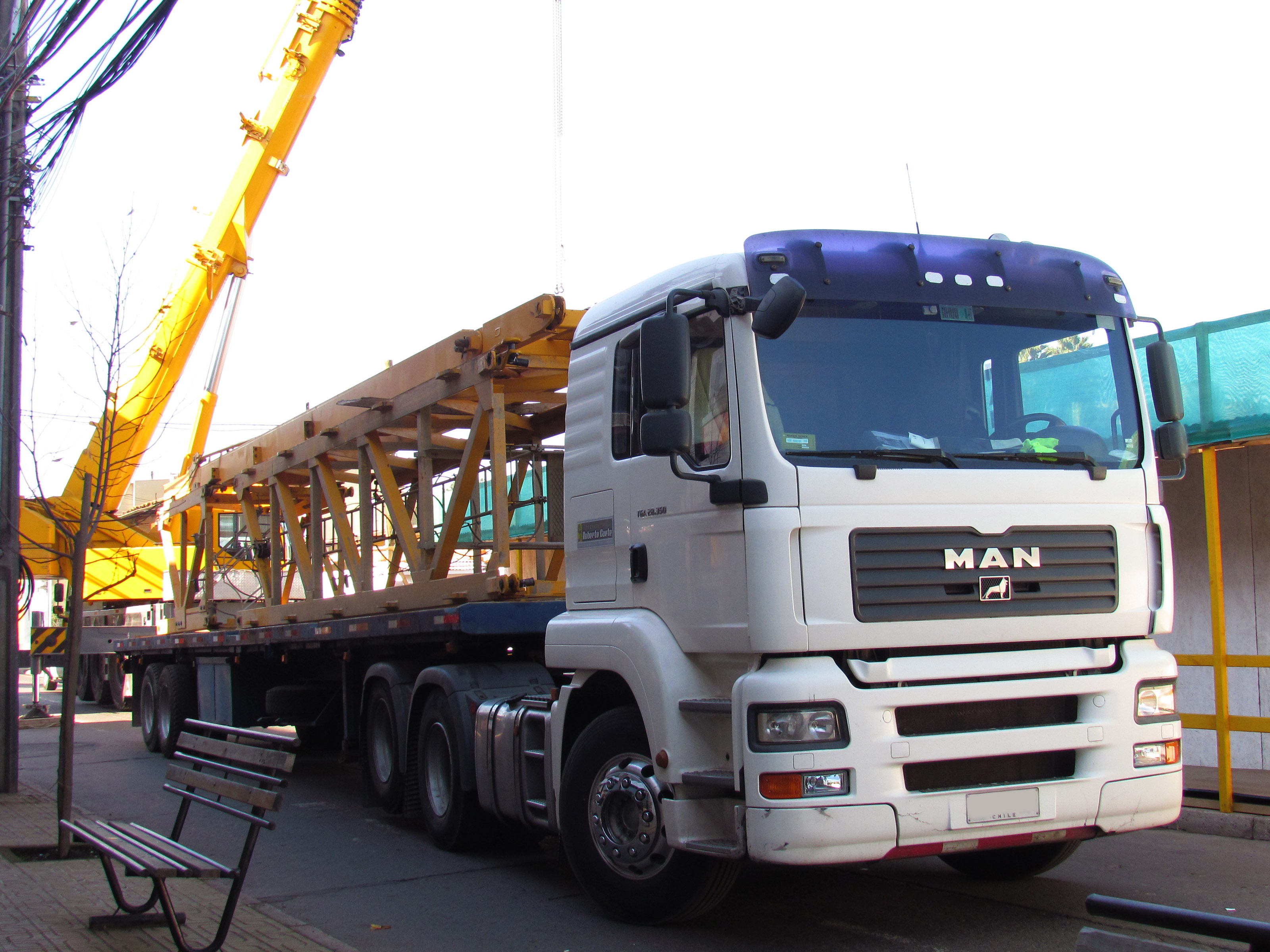
TGA 28.350

### TGA
F2000の後継車種。GVW18トンから50トン車であり、単車車型とセミトラクタ車型を設定する。主に長距離輸送用セミトラクタ車型が主力である。キャビンはM、L、LX、XL、XXLを設定する。

### TGL
L2000の後継車種。GVW7.5 - 12トンとTGシリーズでは最もコンパクトである。単車車型のみをラインナップ。キャブはTGMと同一のラインナップ。また、他車種と比較して17.5/19.5インチタイヤと狭いトレッドに合わせてフェンダーからバンパー周りの造形が異なる。キャブの搭載位置も低く、乗降用ステップは1段のみ。生産はシュタイアが担当。

### TGM
M2000の後継車種。GVW12 - 26トンの中型/大型車である。単車車型のみをラインナップ。都市部の近距離配送、欧州におけるごみ収集車に採用される。キャブはTGS同様の2.3m幅のスリーパー付きハイルーフからTGL同様の前後長1585mmのショートキャブなど、ダブルキャブを含め合計4種類をラインナップ。生産はオーストリアのシュタイアが担当。

### TGS
TGAの後継車種。GVW18 - 41トンの大型車である。長距離輸送用から本格的なオフロード特装用まで単車車型とセミトラクタをラインナップ。キャブはスリーパー付きハイルーフ/標準ルーフや特装向けにTGS専用のデイキャブもラインナップ。

### TGX
新型フラッグシップモデルとして登場。GVW18 - 41トンの大型車である。単車車型とセミトラクタをラインナップ。主に長距離輸送用セミトラクタ車型が主力だが、大量高速輸送や重量物輸送にも対応。キャブはスリーパーキャブのみでハイルーフ2種類と標準ルーフをラインナップ。

### TGE
TGシリーズでは唯一のバン車型として登場。フォルクスワーゲン・クラフターのバッジエンジニアリングモデルだが、フロントグリルが異なる。生産はクラフター同様、フォルクスワーゲン商用車が担当。主にバンとして使用されるが、小型トラックやキャンピングカーなどとしても使用される。

## 初代（1999年 - 2020年）

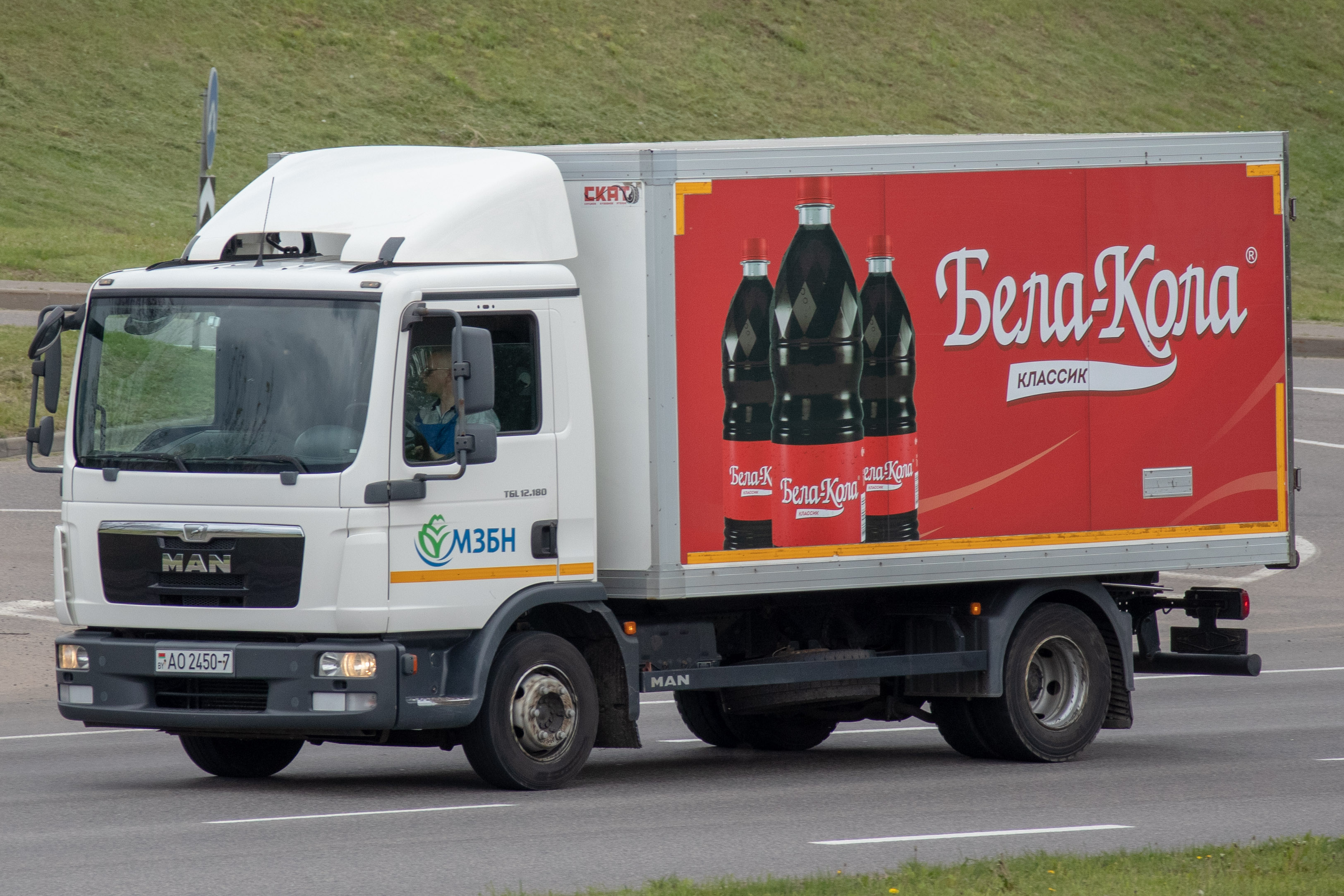
TGL 12.180

- 1999年 - TGAが2000年MYで製造・販売開始される。
- 2001年 - TGAに2001年度インターナショナル・トラック・オブ・ザ・イヤーが受賞される。受賞理由としては、いわゆる『グリーン戦略』により環境に配慮したエンジンの製造に注力し、市場の要求に対応した事が挙げられる。
- 2005年 - 不足していた中型クラスの充実を図り、TGLとTGMが登場。
- 2005年10月14日 - アムステルダムにて開催されたヨーロッパ・ロード・トランスポート・ショーにて、TGM 18t車、TGA XLXキャビン、TGAセミトラクタ車型を発表。

- 2006年 - アムステルダムで開催されたショーでTGLがトラック・オブ・ザ・イヤーを受賞。
- 2006年 - TGAのキャビンにXLXが追加設定される。全高はLX、全幅はXXLに由来する。
- 2007年2月 - TGAにESPとD26型エンジンが追加設定される。
- 2007年 - 欧州市場でTGAが製造終了。
- 2007年 - TGXとTGSが登場。TGAはMTのみの設定であったが、TGXとTGSはMTに加え自社製ATも設定された。また、TGXはターボエンジンがオプション設定された。
- 2008年 - TGXがトラック・オブ・ザ・イヤーを受賞。
- TGE 3.1402012年 - 全車フロントグリルを変更。

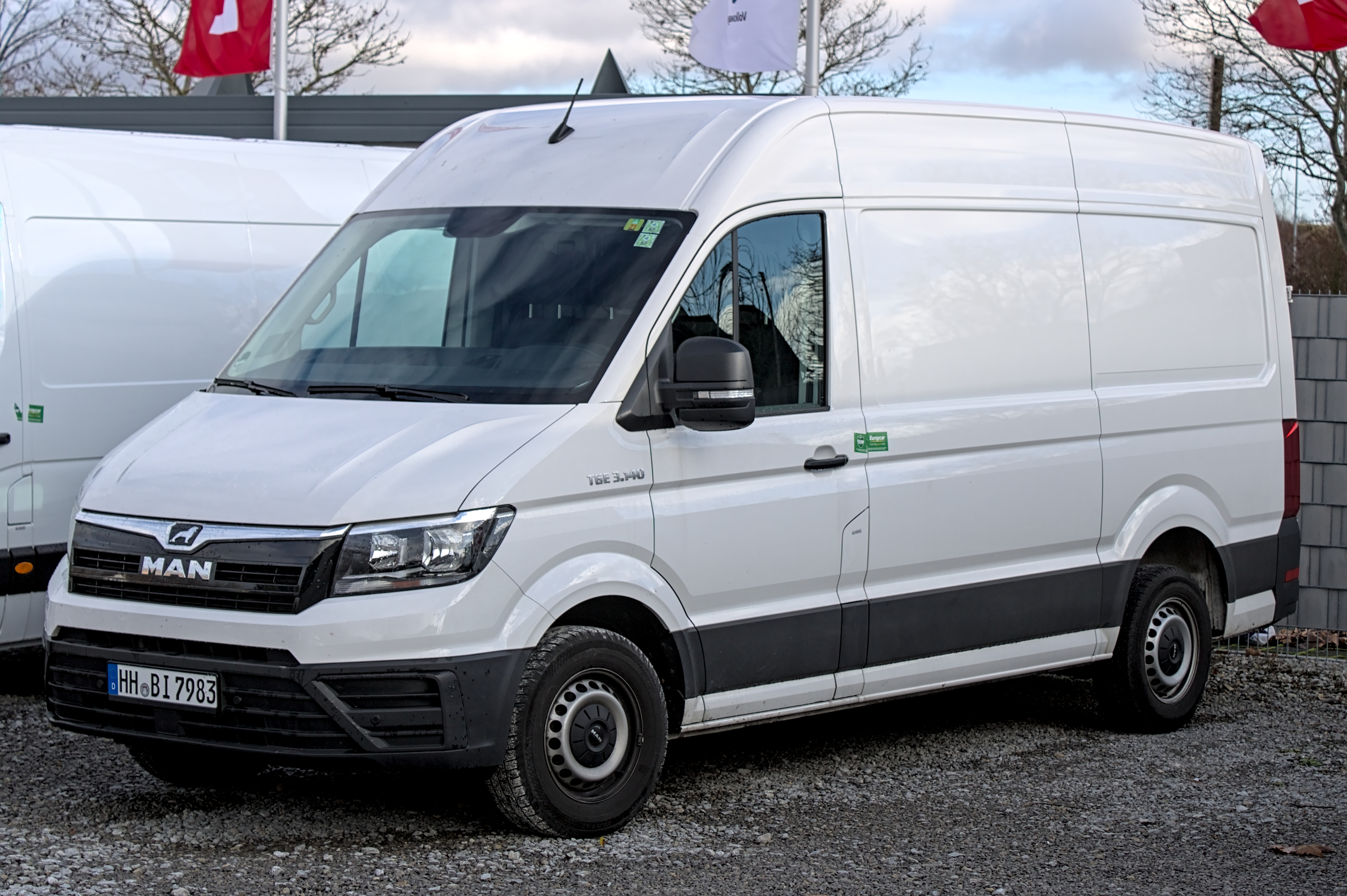
TGE 3.140

- 2016年 - マイナーチェンジが実施され、MANを代表するライオンのロゴが付いたフロントグリルに変更された。TGXとTGSはエンジンが強化された。一部は、姉妹ブランドであるスカニアとギアボックスを共有している。
- 2017年 - TGEが登場。
- 2019年 - インテリアが変更され、TGXとTGSにマイナーチェンジが実施された。再びエンジンも強化された。

### フォルクスワーゲン・メテオ

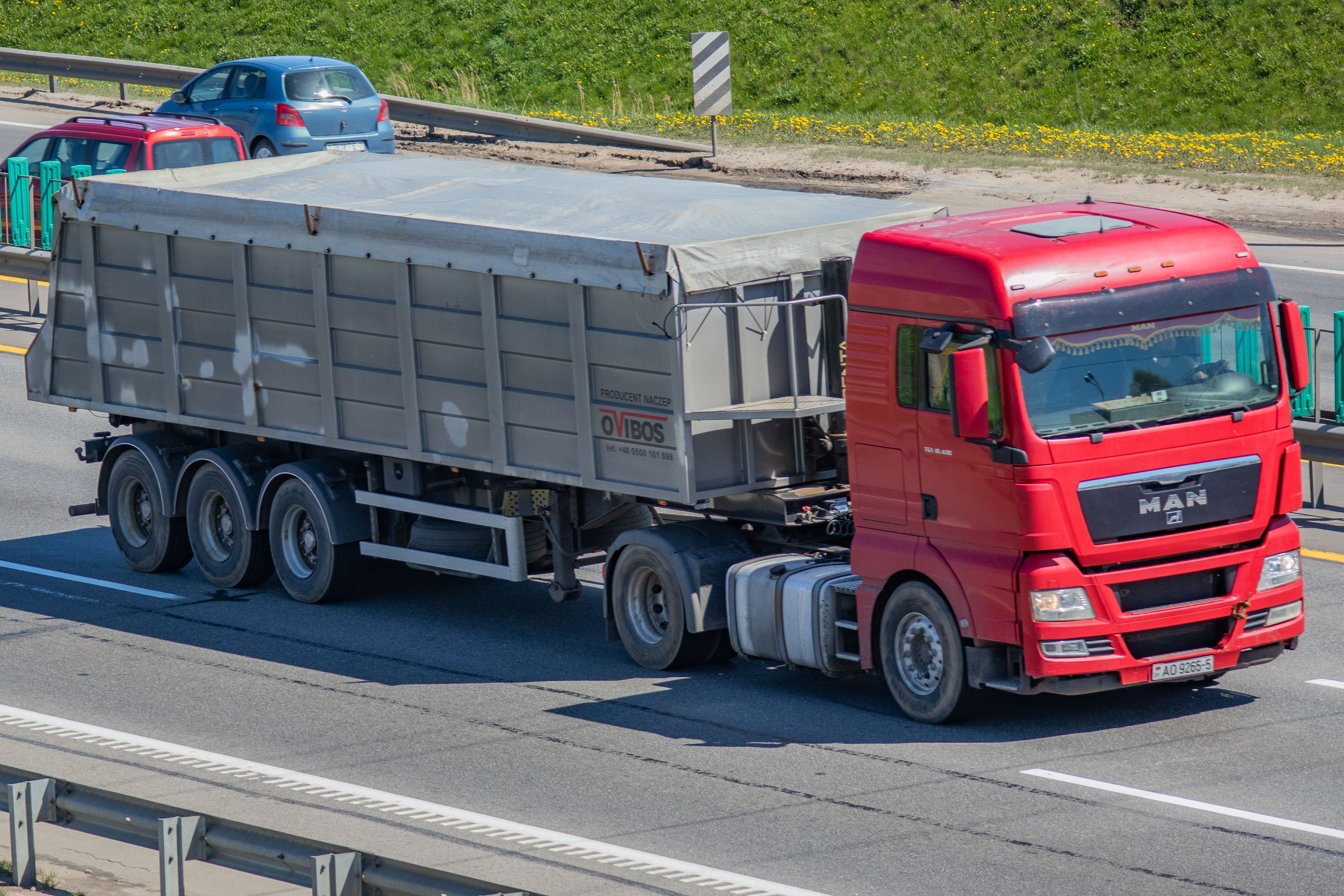
TGX 18.400

- 2020年9月1日 - ブラジルのフォルクスワーゲン・トラック&バスが初代TGXの改良版である同様のボディを持つ大型トラックを発売した。フォルクスワーゲンのフラッグシップトラックモデルとして販売される。TGXとの違いは、主にフロントグリルで、形状が異なる。なお、インテリアはエンブレム以外の違いはない。

## 2代目（2020年 - ）

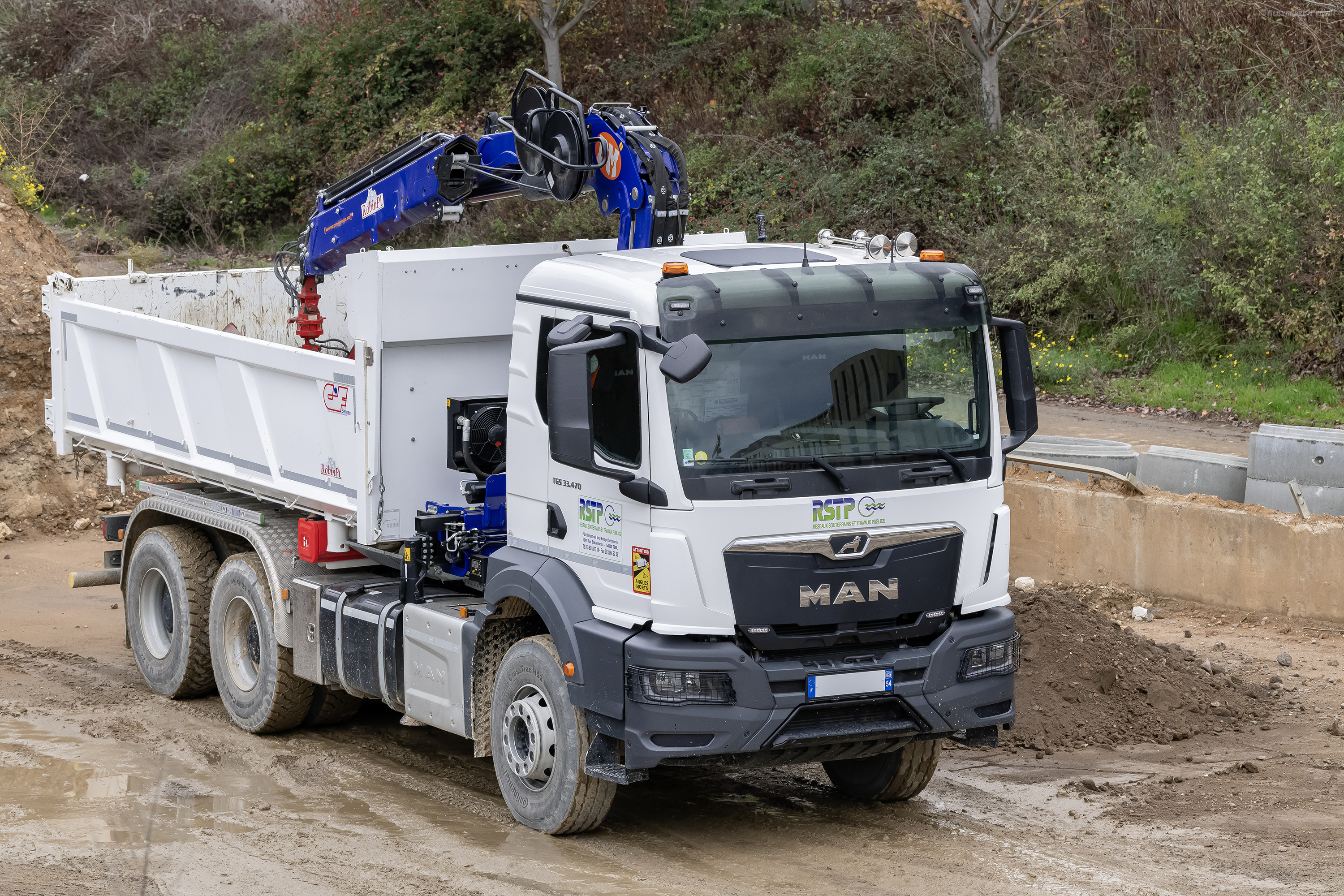
TGS 33.470

- 2020年2月10日 - スペインのビルバオで開催されたイベントで、2代目モデルが一般公開された。約20年ぶりのモデルチェンジとなる。4車種がフルモデルチェンジされ、新たなスタイルとなった。キャブやフレームは先代モデルと同様であるが、フロントグリルなどは大きく変更され、快適性が向上した。ルーフは3種類、エンジンも先代モデルと同様の4種類で、TGXが搭載する15.2LのD38型、12.4LのD26型、TGXとTGSが搭載する9.0LのD15型、TGMとTGLが搭載する4.6L 4気筒、6.9L 6気筒のD08型、TGEが搭載する2.0Lディーゼル[1]。
- 2020年11月23日、新型TGXが欧州の商用車ジャーナリストが選出するインターナショナル・トラック・オブ・ザ・イヤー2021を受賞したと発表した[3]。審査員は、TGXの完全デジタル化されたディスプレイ表示や、快適な運転操作が行える運転性能、マルチメディア機能を持つステアリングなど、ドライバーの運転快適性を高く評価した[3]。空気抵抗の少ないキャブ設計とGPSクルーズコントロールシステムにより、従来のモデルと比較して8.2％の燃費改善を実現したことも評価された[3]。このシステムは、車両の転回や車線変更を支援する機能、車線逸脱防止支援システムなどを装備し、他車や歩行者の安全にも配慮している[3]。インターナショナル・トラック・オブ・ザ・イヤーの代表を務めるジアネンリコグリッフィーニは、受賞理由について「新しいMAN・TGXは、ドライバーの快適性や燃費効率、（通信などの）接続性、ドライバーと車両の協調において、大きく前進している。未来志向のトラックだ」と総評した[3]。
- 2022年4月15日 - 新型TGXをベースとした自動運転レベル4の無人トラックを開発、ロジスティクス4.0の実現を目指しているという。MANは多くの企業・団体とともにATLAS-L4プロジェクトを進めており、このプロジェクトを通じてドライバーレスで物流拠点間を走行できるバスの開発に取り組み、ドライバー不足や事故・渋滞などの解消につなげていく考えだという。2020年代半ばには高速道路での自動運転トラックのテストを終え、生産に移行する予定だという[4]。

## モータースポーツでの活動
- 2007年のダカール・ラリーで優勝。

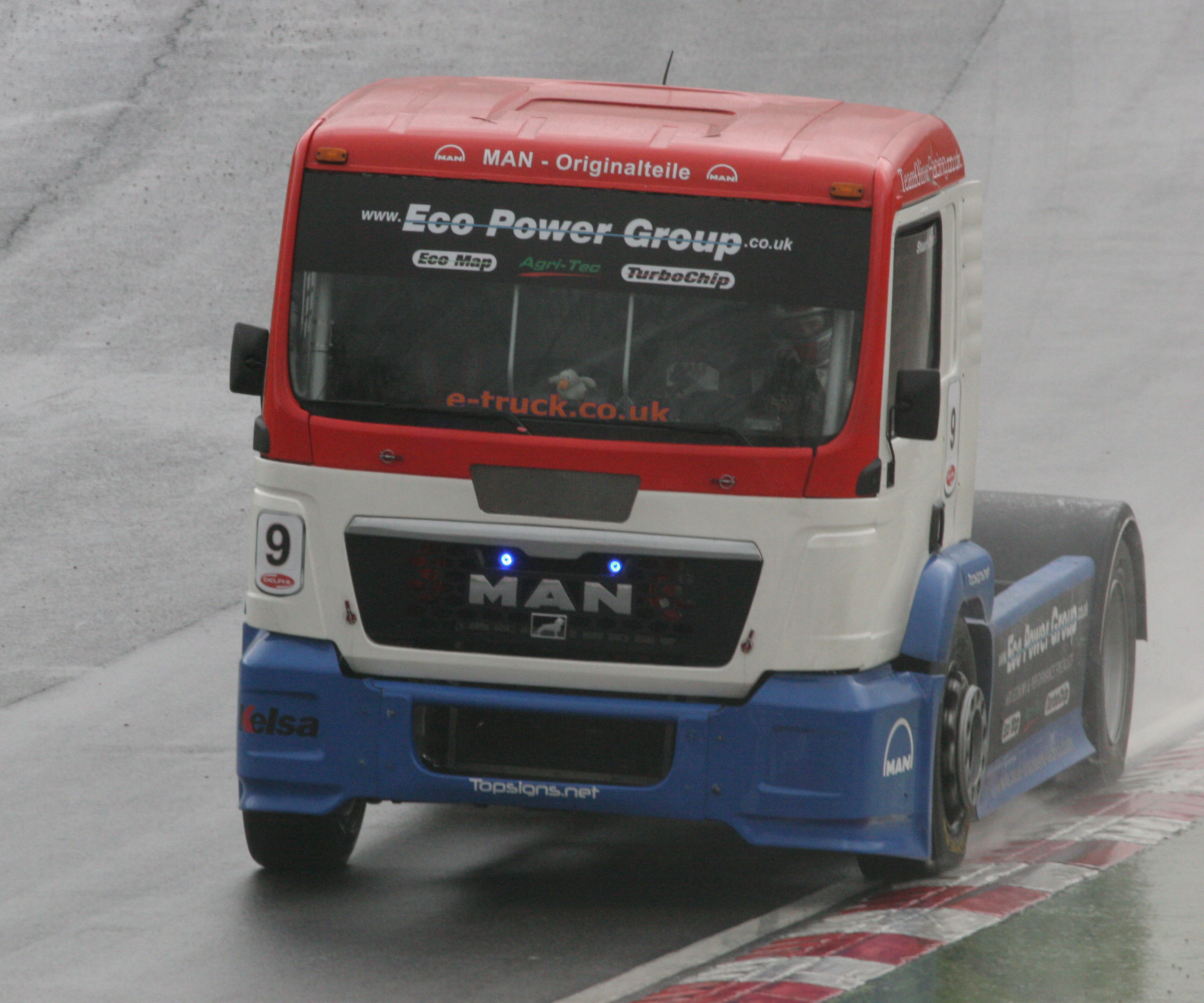
レース場を走るMAN製レーシングトラック

- 2010年から2016年まで毎年FIAヨーロッパトラックレース選手権（英語版）で優勝。